# Georg Beyschlag
Georg Philipp Beyschlag (* 4. Juli 1997 in München) ist ein deutscher Basketballspieler. Der 1,80 m große Spielmacher gehörte zum erweiterten Kader des Bundesligisten FC Bayern München.

## Spielerlaufbahn
Beyschlag entstammt der Jugendabteilung des TSV 1861 Nördlingen, wo er vor allem von Trainer Zoltan Nagy, einem ehemaligen ungarischen Nationalspieler, geformt wurde. Ab der Saison 2012/13 stand er im Aufgebot der TSV-Herrenmannschaft für die 2. Bundesliga ProB. 2014 entschloss er sich zum Wechsel zum FC Bayern München. Dort kam er zunächst in der Jugend sowie in der zweiten Herrenmannschaft zum Einsatz. 2015 gewann er mit der U19-Mannschaft der Bayern den Meistertitel in der Nachwuchs-Basketball-Bundesliga, 2016 holte er mit den 2. Herren den Titel in der 1. Regionalliga Süd-Ost und stieg mit der Mannschaft in die 2. Bundesliga ProB auf.
Am 30. September 2016 verbuchte er beim Sieg über Würzburg sein Bundesliga-Debüt für den FCB. Er spielte bis zum Ende der Saison 18/19 in München und verließ den Verein dann, um seinen Schwerpunkt auf die berufliche Ausbildung zu legen. In der Bundesliga wurde er 14 Mal von den Bayern eingesetzt.

### Nationalmannschaft
Beyschlag nahm mit der deutschen U16-Nationalmannschaft an der EM 2013 teil, im Sommer 2016 erreichte er mit der U20-Nationalmannschaft das EM-Halbfinale. Bei der U20-Europameisterschaft im Sommer 2017 erreichte er mit der deutschen Mannschaft den siebten Gesamtrang und erzielte im Schnitt 7,7 Punkte je Begegnung.